# St. Walburg (ort i Kanada)
St. Walburg är en ort i Kanada.   Den ligger i provinsen Saskatchewan, i den centrala delen av landet, 2 600 km väster om huvudstaden Ottawa. St. Walburg ligger 653 meter över havet och antalet invånare är 716.
Terrängen runt St. Walburg är platt. Trakten runt St. Walburg är nära nog obefolkad, med mindre än två invånare per kvadratkilometer.. Det finns inga andra samhällen i närheten.
Trakten runt St. Walburg består till största delen av jordbruksmark.